# Demografia ekologiczna

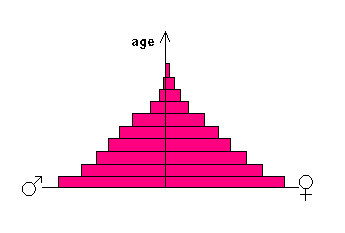
Piramida wiekowa populacji rozwijającej się z zaznaczeniem struktury płciowej

Demografia, demografia ekologiczna – dział ekologii populacyjnej zajmujący opisem i modelowaniem stanu i dynamiki populacji. Przedmiotem demografii jest analiza liczebności populacji i czynników ją kształtujących, takich jak rozrodczość i śmiertelność oraz migracja. Ponadto demografia zajmuje się strukturą populacji, m.in. strukturą płciową, strukturą wiekową (struktura płci i wieku), strukturą hierarchii (u zwierząt stadnych). W demografii ekologicznej badane są losy osobników i ich grup. Typową jednostką demograficzną jest kohorta, czyli grupa osobników równowiekowych. Metodami demograficznymi wyznaczane są tabele i krzywe przeżywania, przeżywalność, oczekiwana dalsza długość trwania życia, piramidy wiekowe, tempo przyrostu lub zaniku populacji, zagęszczenie populacji itp.
Demografia początkowo dotyczyła populacji ludzkiej, stąd nazwa. Z czasem metody demograficzne stosowane w naukach społecznych zostały użyte do badań pozostałych gatunków.